# Publicidade de bebidas alcoólicas

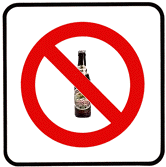
Os aspectos nocivos do álcool incitam debates sobre a publicidade do setor e fazem com muitos se posicionem contrariamente à publicidade de bebidas alcoólicas.

O mercado publicitário da indústria do álcool é um dos mais rentáveis do mercado brasileiro, movimentando segundo análise de 2008 cerca de 1 bilhão de reais/ano, mas no entanto fazendo com que cada vez mais adolescentes busquem auxílio para se manterem longe da bebida 
Os aspectos nocivos do álcool incitam debates sobre a publicidade do setor, que hoje possui regras mais rígidas. Mas, apesar disso, inúmeras celebridades figuram em anúncios de bebidas alcoólicas num mercado extremamente competitivo.

## No Brasil
Em junho de 2007, o então ministro da Saúde do Brasil José Gomes Temporão ressaltou que a classe artística deveria avaliar como ela coloca sua imagem, antes de endossar campanhas de bebidas, uma vez que apenas entre os anos de 2005 e 2006, o consumo de álcool no Brasil cresceu 7,5%. Ainda no combate ao uso indiscriminado do álcool, o governo instituiu em 2008 a chamada lei seca, uma vez que os acidentes de trânsito são responsáveis por gastos da ordem de R$ 2,5 mil por hora do contribuinte do Estado.
Sobre essa questão, afirma o psiquiatra Dartiu Xavier em artigo publicado no jornal Folha de S. Paulo em 13 de Junho de 2004: "A publicidade de bebida bate pesado justamente nessa população. E a gente sabe que o adolescente é vulnerável a essa influência. Existe uma crença generalizada de que o álcool é uma substância inócua porque é legal".
Nos primeiros meses de 2007, no Brasil, uma liminar foi concedida pelo juiz Jorge Luís Barreto, da 2ª Vara Federal no Ceará, proibindo em todo o país propagandas de cerveja entre as 6h e as 20h, e dentro dos horários previstos os anúncios deveriam ter a informação de que "o consumo de bebidas alcoólicas provoca dependência química e psicológica". A decisão não é definitiva e ainda cabe apelação.
Após um estudo realizado pela Câmara dos Deputados, apurou-se que dos 513 parlamentares brasileiros, 87 (16,96%) estão ligados a empresas com interesses contrários à regulamentação da publicidade de cerveja.

## Celebridades
Diversas celebridades habitualmente figuram em comerciais de bebidas alcoólicas. Em 2011, a cantora Sandy era a então nova garota-propaganda da Devassa, muito embora ela própria já tenha afirmado em entrevista que não gosta do gosto de cerveja: "Não importa se é com álcool ou sem álcool. Acho amargo a cerveja. Segue abaixo uma relação de celebridades que figuraram em comerciais de cerveja.
| Celebridade               | Cerveja / Cervejaria | Campanha                                            | Ano       |
| ------------------------- | -------------------- | --------------------------------------------------- | --------- |
| Adriane Galisteu          | Kaiser               | "Namoradas do Baixinho"                             |           |
| Alinne Moraes             | Schincariol          | "Experimenta"                                       | 2004      |
| André Abujamra            | Schincariol          | "Campanha dos Elefantes"                            | 2006      |
| Bárbara Borges            | Skol                 | "Se o cara que inventou a Skol, tivesse inventado…" |           |
| Bussunda                  | Antarctica           | "Sou da Boa"                                        | 2006      |
| Carlos Alberto Parreira   | Brahma               | "Olé Brasil" (Copa 2006)                            | 2006      |
| Carolina Dieckmann        | Sagres / Bohemia     |                                                     |           |
| Carol Castro              | Sagres / Bohemia     |                                                     |           |
| Cicinho                   | Brahma               | "Olé Brasil" (Copa 2006)                            | 2006      |
| Cláudia Leite             | Brahma               | "Olé Brasil" (Copa de 2006)                         | 2006      |
| Chitãozinho & Xororó      | Bavária              | "Amigos" e "Hoje é Sexta-feira"                     | 1997      |
| Daniel                    | Cerveja Crystal      |                                                     |           |
| Daniela Cicarelli         | Brahma               |                                                     |           |
| Danielle Winits           | Kaiser               | "Namoradas do Baixinho"                             | 2007      |
| Dominguinhos              | Antarctica           | "Melhor pra Você"                                   | 1993      |
| Ellen Roche               | Brahma               |                                                     |           |
| Fernanda Lima             | Schincariol          | "Experimenta"                                       | 2004      |
| Henri Castelli            | Cerveja Sol          |                                                     |           |
| Ivete Sangalo             | Sagres e Schincariol |                                                     | 2005-2008 |
| Juliana Paes              | Antarctica           | "Sou da Boa"                                        | 2006      |
| Karina Bacchi             | Kaiser               | "Baixinho da Kaiser"                                | 2006      |
| Latino                    | Brahma               | "Olé Brasil" (Copa de 2006)                         | 2006      |
| Leandro & Leonardo        | Bavária              | "Amigos" e "Hoje é Sexta-feira"                     | 1997      |
| Leonardo                  |                      |                                                     |           |
| Luciano Huck              | Schincariol          | "Experimenta"                                       | 2004      |
| Luize Altenhofen          | Cerveja Glacial      |                                                     |           |
| Marcelo D2                | Brahma               |                                                     |           |
| Marcelo Tas               | Skol                 | CQC                                                 | 2008      |
| Oscar Filho               | Cerveja Imperial     | "Cervejaça"                                         |           |
| Ronaldinho                | Brahma               | "Touradas"                                          |           |
| Sandra de Sá              | Brahma               | "Olé Brasil" (Copa de 2006)                         | 2006      |
| Selton Mello              | Kaiser               |                                                     | 2007      |
| Seu Jorge                 | Brahma               | "Olé Brasil" (Copa de 2006)                         | 2006      |
| Sheila Mello              | Cerveja Colônia      | "Essa Pegou "                                       | ????      |
| Thiago Lacerda            | Schincariol          | "Experimenta"                                       | 2004      |
| Toni Garrido              | Brahma               | "Olé Brasil" (Copa de 2006)                         | 2006      |
| Zezé di Camargo & Luciano | Bavária              | "Amigos" e "Hoje é Sexta-feira"                     | 1997      |
| Zeca Pagodinho            | Brahma e Schincariol | "Olé Brasil" (Copa de 2006)                         | 2006      |